# جمهوری زکوپانه
جمهوری زکوپانه  ( مشترک المنافع Zakopane؛ لهستانی: Rzeczpospolita Zakopiańska) به منطقه‌ای در گالیسیا با مرکز شهر زکوپانه اطلاق می‌شود که پارلمان خود را ایجاد کرد («سازمان ملی») در ۱۳ اکتبر ۱۹۱۸ هدف پارلمان بود.  به یک کشور مستقل لهستان بپیوندید.  در ۳۰ اکتبر، سازمان رسما استقلال خود را از اتریش-مجارستان اعلام کرد و دو روز بعد، خود را به عنوان «شورای ملی» معرفی کرد.  این در نهایت در ۱۶ نوامبر زمانی که کمیته انحلال لهستان کنترل گالیسیا را در دست گرفت، منحل شد.
1. ↑  Kamusella, Tomasz (2021). "Short-lived Polities in Central Europe, 1908–1924". Words in Space and Time. Central European University Press. pp. 82–85. JSTOR 10.7829/j.ctv209xmvc.24.